# Ralph Eckert
Ralph G. Eckert (* 28. März 1965 in Mannheim) ist ein deutscher Poolbillardspieler, -trainer und Trickshot- bzw. Artistic-Pool-Spieler.

## Sportliche Daten
Im Alter von 17 Jahren begann Eckert mit dem Billardspielen und wurde bereits vier Jahre später (1986) erstmals in der Bundesliga eingesetzt, worauf die Berufung in das deutsche Nationalteam folgte, in der er sich bis 1996 etablieren konnte.
1999 gewann er sein erstes und bislang einziges Turnier auf der Euro-Tour in Antalya und wurde 2000 Nummer eins der EPBF-Rangliste.
2004 folgte Eckerts erfolgreichstes Jahr, in dem er sowohl die WPA-Artistic-Pool-Weltmeisterschaft in Trick- & Fancy Shots als auch mit dem PBC Fulda die Teamwettbewerbe der Deutschen Meisterschaft und der Europameisterschaft gewann.

## Trainerkarriere
Als Trainer auch international bekannt („1st Int’l Europe Instructor h. c.“), war Eckert auch schon für verschiedene Nationalteams (u. a. Thailand, Marokko, Dänemark, Schweiz) tätig. Seit 2023 ist Eckert aufgestellter Kapitän des Teams Europa beim Mosconi Cup und löste den Niederländer Aley Lely ab. Als Disziplintrainer Pool ist er seit 2023 für den World-Games-Kader und den Perspektiv-Kader der DBU zuständig.

## Buchautor
Neben seinen sportlichen Erfolgen ist Ralph Eckert Deutschlands bekanntester Billard-Buchautor. Zudem ist er einer der drei Urheber des vom Weltverband (WPA) anerkannten PAT-Trainingssystems Playing-Ability-Test (PAT).
- 1995 Modernes Pool: Techniken und Training. ISBN 3-9804706-0-1
- 1999 Progressives Pool-Billard
- 2004 PAT Workbooks 1–3
- 2006 Sportliches Pool Billard 1
- 2007 Sportliches Pool Billard 2
- 2010 Die letzte Freiheit – Reflexionen eines Meisterschülers. ISBN 978-3-00-033139-8
- 2017 Der Spieler aus Singapur – Erzählung
- 2018 Structure. Das effektive Poolbillard-Training

## Trivia
Im September 2014 war Ralph Eckert zu Gast in der Fernsehsendung TV total und präsentierte dort einige Trickshots. Im Juni 2025 trat Eckert mit Trickshots im ZDF-Fernsehgarten auf.